# Pate Katelin en Buenos Aires
Pate Katelin en Buenos Aires es una película argentina cómica de 1969 dirigida por Bruce Bilson, Juan Carlos Thorry y Osías Wilenski según el guion de Gregory Ravitch. Los nombrados se sucedieron en la dirección por diversos problemas y si bien fue terminada no fue estrenada comercialmente. Tuvo el título alternativo de P. K. en Buenos Aires y tuvo como principales actores a Naura Hayden, Paul Lambert y Lillian Addams.

## Sinopsis
Una estrella de cine estadounidense viaja a Buenos Aires para filmar una película que mostrará toda la ciudad pero el director no aparece (en realidad la está filmando a escondidas).

## Reparto
- Naura Hayden
- Paul Lambert
- Lillian Addams
- Margarita Corona
- Elena Cruz
- Juan José Paladino
- Jacques Arndt